# Otra vuelta de tuerca (ópera)
La vuelta de tuerca (título original en inglés, The Turn of the Screw) es una ópera en un prólogo y dos actos con música de Benjamin Britten y libreto en inglés de Myfanwy Piper, basado en la novela homónima de Henry James. La ópera fue compuesta para la Bienal de Venecia y se estrenó el 14 de septiembre de 1954 en el Teatro La Fenice, de Venecia. La grabación original se hizo ese año, con el propio Britten como director.
El estreno de la ópera fue muy aclamado. Es una de las óperas inglesas más emotivas. Consta de un prólogo y dos actos. Se divide en dieciséis escenas, cada una precedida por una variación de un tema dodecafónico.

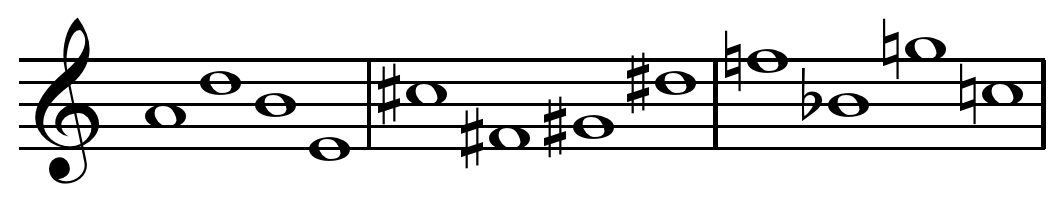
Tema tetracordal dodecafónico (solfa).

## Historial de funciones
El estreno en Inglaterra fue el 6 de octubre de 1954 en el Sadler's Wells Opera en Londres, el estreno en Estados Unidos fue el 19 de marzo de 1958 en el New York College of Music.
Desde el estreno, la obra se ha representado habitualmente en todo el mundo. En los últimos años, ha habido una amplia gama de producciones: en 2008 hubo 10 producciones en ciudades tan diversas como Innsbruck en Austria (el Tiroler Landestheater); Sacramento, California (the Sacramento Opera); y St Petersburg en el Mariinsky Theatre.
En 2009 siete producciones recibieron 22 representaciones en todo el mundo, desde las ciudades más importantes del mundo (por la English National Opera en Londres y el Mariinsky, de nuevo en Saint Petersburg) a teatros de provincia como la Portland Opera en Oregón y el teatro de Dessau en Alemania. En agosto de 2011 se realizará el estreno en México de esta ópera en una producción de la Universidad Nacional Autónoma de México (UNAM).
Esta ópera sigue en el repertorio, aunque no está entre las más representadas; en las estadísticas de Operabase aparece la n.º 81 de las cien óperas más representadas en el período 2005-2010, siendo la 3.ª en el Reino Unido y la primera de Britten, con 48 representaciones.

## Personajes
| Personaje                           | Tipo de voz | intérprete en el estreno (14 de septiembre de 1954) |
| ----------------------------------- | ----------- | --------------------------------------------------- |
| Prologue                            | Tenor       | Peter Pears                                         |
| Governess                           | Soprano     | Jennifer Vyvyan                                     |
| Miles                               | Tiple       | David Hemmings                                      |
| Flora                               | Soprano     | Olive Dyer                                          |
| Mrs. Grose, el ama de llaves        | Soprano     | Joan Cross                                          |
| Miss Jessel, la antigua institutriz | Soprano     | Arda Mandikian                                      |
| Peter Quint, el antiguo criado      | Tenor       | Peter Pears                                         |

## Sinopsis
fecha: Mitad del siglo XIX
Lugar: Bly, una casa de campo inglesa.

### Prólogo
Un cantante conocido como prólogo canta delante del telón (aún bajado). En su texto cuenta que posee un libro escrito a mano por una mujer, en él se narra como una institutriz (de la cual no se menciona el nombre en toda la ópera) llega a una casa de campo en Inglaterra a cuidar de dos niños (Miles y Flora) tras haber conocido a su tío (y tutor) en Londres. Él estaba muy ocupado para cuidar de ellos y a pesar de las dudas de la institutriz, al sentirse halagada porque una persona tan importante le pidiese ayuda, ella aceptó. El tutor puso 3 normas: Nunca escribirle, no preguntar sobre la historia de Bly y nunca abandonar a los niños

### Acto 1
Se alza el telón mientras el prólogo dice su última frase (At last "I will", she said - finalmente, “lo haré”, dijo ella). Al levantarse el telón se ve a la institutriz en un coche de caballos camino de Bly, las dudas cada vez son mayores. Al llegar, el ama de llaves, (la señora Grose) y los niños la reciben muy calurosamente. Cuando la institutriz y Miles se miran a los ojos, siente como si "algo" los conectara mutuamente. Los niños se llevan a la institutriz a pasear para enseñarle todos los rincones de la casa. La señora Grose entrega una carta a la institutriz en la que se la comunica que Miles ha sido expulsado del colegio porque creen que es un peligro para el resto de sus compañeros. La señora Grose y la institutriz no pueden creer que Miles haya hecho nada malo y deciden hacer caso omiso de la carta.
La institutriz esta preocupada por unos ruidos extraños que ha oído junto a la puerta y por unos gritos que escuchó por la noche. De repente, ve a un hombre de rostro pálido en la torre de la casa. Al desaparecer el hombre, ella se asusta y se pregunta quién podrá ser. Sus preocupaciones ponen fin al escuchar a los niños cantar la canción infantil "Tom, Tom, the Piper's Son". De repente, la institutriz vuelve a ver el extraño hombre en una ventana, en ese mismo instante entra la señora Grose, que al verla tan asustada le pregunta que le ocurre. Ella le contesta que ha visto a un señor, tras describírselo, la señora Grose lo reconoce al instante -Peter Quint- dice ella. Le cuenta que Quint se tomaba muchas libertades con todo el mundo, incluyendo a Miles, con esta frase, alude a que posiblemente Quint fuese un pederasta y mantuviese relaciones con Miles. Además de con Miles, también tenía relaciones con la señorita Jessel, la anterior institutriz de los niños, quien también mantenía relaciones con los niños. La señora Grose no puede hacer nada por estar amenazada por Quint. La señorita Jessel abandonó la casa para morir y Quint también murió al resbalarse en la calle helada. Al día siguiente, la institutriz está dando a los niños una clase de latín cuando Miles entra en un estado de trance en el que revela indirectamente que fue víctima de la depravación de Quint.
Ese mismo día, la institutriz y Flora están en el lago de la casa, Flora está recitando los nombres de los mares y compara el lago con el mar muerto. De repente, la institutriz se da cuenta de que una señora está observando a Flora, al fijarse más detenidamente, se da cuenta de que es la señorita Jessel intentando llevarse con ella a Flora. La institutriz decide apresurarse hacia la casa junto a Flora para ponerse a salvo.
Esa noche, Miles y Flora van hasta el bosque llamados por las voces de Quint y Jessel. La institutriz y la señora Grose llegan justo en el momento en el que van a ser poseídos, y los espíritus se marchan. Miles canta una canción inquietante en la que dice que ha sido un chico malo.

### Acto 2
Los fantasmas de Peter Quint y Miss Jessel reaparecen. Discuten sobre quien le causó daño a quien por primera vez cuando estaban vivos, y se acusan mutuamente de no actuar con suficiente rapidez para tener a los niños. En su habitación, la gobernanta se preocupa por el mal que se siente en la casa.
A la mañana siguiente, la familia va a la iglesia. Los niños cantan una canción que suena similar a un canto coral. La señora Grose no cree que pueda ocurrir nada malo ya que los niños son muy buenos. La institutriz le comenta lo ocurrido con la canción sobrenatural de Miles y el comportamiento extraño de Flora. Alarmada, la señora Grose le dice a la gobernanta que escriba a su tutor a Londres. Ella tiene muchas dudas por las normas que aceptó acatar para tener el trabajo. Pero cuando Miles menciona a los fantasmas de Quint y Jessel, la institutriz se da cuenta de las cosas son mucho más graves de lo que parecen.
Después de la iglesia, la familia regresa a la casa. La institutriz entra en el aula de los niños donde se ve el fantasma de la señorita Jessel sentado en la mesa del profesor. El espectro se lamenta de su suerte, y canta acerca de cómo se sufre en el más allá. La gobernadora se enfrenta el espíritu, que se desvanece. Tras esto, la Governanta cambia de idea y decide escribirle a su tutor una carta en la que le cuenta que tiene que hablar urgentemente.
Esa noche, la gobernanta le dice a Miles que ha escrito a su tío. Ella sale. La voz de Quint llama a Miles, y este se asusta. Las luces se apagan, y el fantasma se cierne sobre el niño aterrorizado. Quint le dice a Miles que robe la carta, ya que no quiere que su tío se entere de lo que sucede. El niño va al aula, encuentra la carta y se la lleva consigo a la habitación.
A la mañana siguiente, Miles toca el piano para la gobernanta y Mrs.Grose. Mientras que la gobernanta se distrae con su actuación, Flora se escapa para ir al lago. Cuando las dos mujeres se dan cuenta Flora ya se ha ido y deciden ir en su búsqueda. Encuentran a la niña en el lago, la institutriz ve el fantasma de la señorita Jessel al lado de ella, pero la señora Grose no ve nada. La institutriz trata de forzar a Flora a que admita que la aparición está cerca de ellas, pero Flora se niega a admitirlo. La señora Grose, pensando que la Gobernanta ha ido demasiado lejos, se lleva a Flora a casa. La institutriz se siente traicionado por la señora Grose.
Esa noche, Flora comienza a decir cosas indecibles y la institutriz se da cuenta de que está poseída y trastornada. La señora Grose se compromete a adoptar a Flora y la han institucionalizado. La institutriz convence a la señora Grose para que se lleve a Flora, a pesar de que su carta nunca salió de la casa porque Miles la robó. La gobernanta se enfrenta a Miles solo. Ella lo presiona, pero Miles no quiere traicionar a Quint. Histérico, Miles confiesa que tomó la carta. La institutriz insiste en quién es el que le está haciendo hacer tantas cosas malas. Miles exclama el nombre de Peter Quint ("Peter Quint, you devil." - ¡Peter Quint, eres el demonio!). Cuando menciona su nombre, el fantasma de Quint se desvanece. Miles cae muerto en el suelo. La institutriz llora acunando a Miles muerto en sus brazos, cantando en voz alguna frase de la canción de Miles y se pregunta si ella hizo lo correcto después de todo.

## Instrumentación
| Instrumento                  | Intérprete del estreno | Instrumento               | Intérprete del estreno |
| ---------------------------- | ---------------------- | ------------------------- | ---------------------- |
| Primer Violín                | Olive Zorian           | Clarinete, Clarinete bajo | Stephen Waters         |
| Segundo Violín               | Suzanne Rosza          | fagot                     | Vernon Elliott         |
| Viola                        | Cecil Aronowitz        | Trompa                    | Charles Gregory        |
| Violonchelo                  | Terence Weil           | Contrabajo                | Francis Baines         |
| Flauta, flauta alto, flautín | John Francis           | Arpa                      | Enid Simon             |
| Oboe, Corno inglés           | Joy Boughton           | Instrumento de percusión  | James Blades           |
|                              |                        | Piano, Celesta            | Martin Isepp           |

## Grabaciones
Hay una grabación histórica según La discoteca ideal de la ópera, de Roger Alier y otros, la del propio Benjamin Britten con Jennifer Vyvyan (La Gobernanta), Joan Cross (Miss Grose), Olive Dyer (Flora), David Hemmings (Miles), Arda Mandikian (Miss Jessel, la institutriz), Peter Pears (Quint). English Opera Group (1954). Decca